# قبرة هدهدية
قبرة هدهدية، يعرف أيضا ب أم سالم  ومكاء، (الاسم العلمي: Alaemon alaudipes) (بالإنجليزية: Greater Hoopoe-Lark أو Bifasciated lark)‏، هو طائر ينتمي إلى قبرة (فصيلة: Alaudidae).
أم سالم: (الورقة)، يقال أن تسمية هذا الطائر بـ (أم سالم) نسبة لامرأة عجوز  كبيرة السن، تدعي على من يضايقها، ودعوتها لاتخيب لذلك سميت بهذه التسمية. لذا يحذر الناس التعرض لها لخوفهم ان تصيبهم بسوء بالحوجة، مع ذلك فهي مسالمة.
من الطيور الصحراوية المقيمة والمعششة والشائعة جداً، يتواجد في المناطق شبه الصحراوية ذات الشجيرات، والكثبان الرملية وأحياناً حول الكثبان الساحلية، والأودية الصخرية والمسطحات الحصوية.

## المشخصات

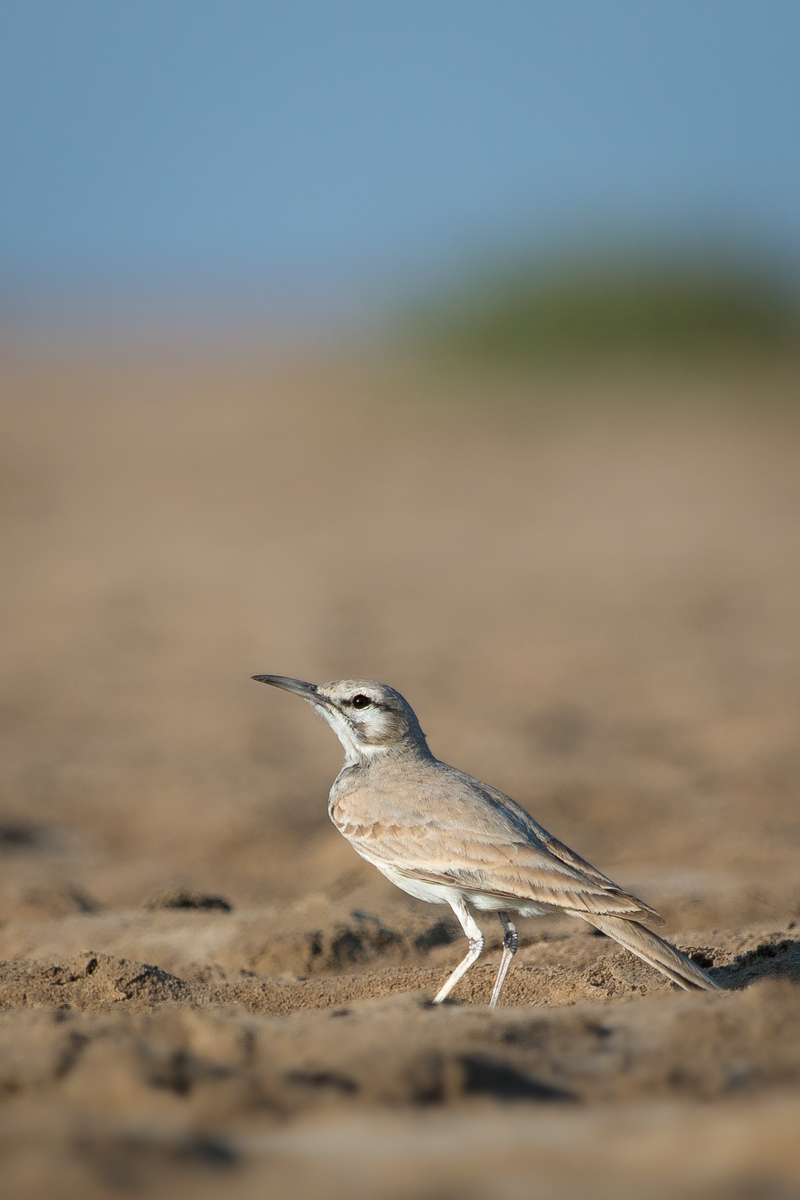
أم سالم

وهو أكبر طيور القُبرة حجماً في المنطقة، يصل طول جسمه إلى 20 سم تقريباً، يغطي اللون الرملي السطح العلوي مع نقاط سوداء، والسطح السفلي فاتح اللون، له منقار طويل مقوس قليلاً إلى أسفل يصل طوله إلى 4 سم تقريباً، للحفر في الرمال والبحث عن غذاءه، الأجنحة مخططة بالأبيض والآسود كالهدهد، الأرجل طويلة.
يصدر الذكر صفيراً مستمراً كالنأي أو النحيب لجذب الإناث، ويمكن التعرف عليه من طريقة طيرانه المميزة حيث يطير إلى ارتفاع 20 متراً في الجو ويقوم بحركات مثيرة من شقلبة وصعود وهبوط ثم يهوي بسرعة انسيابية خاطفة نحو الأرض والأجنحة مفرودة حيث يصل امتدادها إلى 41 سم تقريباً، وهو يفضل الجري على الرمال عن الطيران بمساعدة أرجله الطويلة، كما تساعد أرجله الطويلة أيضاً على حمل جسمه عالياً بعيداً عن الرمال الصحراء الحارقة إذ أنه يجري ثم يقف منتصف القامة.

## التزاوج والتكاثر
تضع الأنثى من 2 إلى 3 بيضات تقريباً وتفقس بعد أسبوع، وعند محاولة الاقتراب من العش يقوم الطائر بالجري مسافة قصيرة ثم يتظاهر بالإصابة كنوع من التمويه لحماية العش.

## التغذية
يتغذى على حبوب النباتات وعلى الحشرات والسحالي الصغيرة بمساعدة منقار الطويل المقوس.